# Los viciosos
Los viciosos è un film poliziesco del 1962 diretto da Enrique Carreras.

## Trama
La polizia indaga su un'attività criminale legata al narcotraffico.

## Produzione
Il film vide tra i protagonisti l'attrice Graciela Borges nel ruolo di Irene, una giovane donna della classe media divenuta prostituta e spacciatrice; l'attrice si esibì nella scena di uno spogliarello durante una festa. Alla pellicola partecipò inoltre l'artista Coccinelle, la prima star transgender di fama internazionale.

## Accoglienza
Il critico Homero Alsina Thevenet affermò sulle pagine di El País: "Il movimento dei personaggi nel quadro e diverse descrizioni incartapecorite del cabaret e della dolce vita in un appartamento da scapolo, sono al livello precario di un regista che non assimila il cinema straniero".
Jorge Miguel Couselo sul Correo de la Tarde sostenne: "Il film è una ricetta per il botteghino e come tale andrà. I suoi produttori non volevano di più".
Raúl Manrupe e María Alejandra Portela, nel loro libro Un diccionario de films argentinos (1930-1995) scrissero: "Pessime interpretazioni, sensazionalismo e superficialità nell'approccio alla realtà. È formalmente uno dei migliori del suo regista (...) e una buona copia del Tinayre di quegli anni".